# پارک ملی تیرا دل فوئگو
پارک ملی تیرا دل فوئگو (انگلیسی: Tierra del Fuego National Park) یک پارک ملی در آرژانتین است که بخشی از استان تیرا دل فوئگو، آرژانتین در جزیره بزرگ تیرا دل فوئگو است که در ۱۵ اکتبر ۱۹۶۰ پایه‌گذاری شد و در ۱۹۶۶ گسترش یافت. این پارک ملی در ناحیه بوم‌شناختی جنگلی پاتاگونیا و بخشی از بوم‌سار جنگلی زیرجنوبگان واقع شده‌است و نخستین پارک ملی ساحلی پایه‌گذاری‌شده در آرژانتین است.
پارک ملی تیرا دل فوئگو دارای مناظر طبیعی زیبایی شامل آبشار، جنگل، کوه و یخچال طبیعی است. حدود ۲۰ گونه پستاندار مانند گواناکو، روباه آند، سگ آبی آمریکای شمالی، خرگوش اروپایی و موسکرات در این پارک ملی یافت می‌شود. غاز جلبک‌خوار، رخ‌کرکس آند، صدف‌خوار سیاه‌گون و صدف‌خوار ماژلان نیز برخی از ۹۰ گونه پرنده این پارک ملی به‌شمار می‌روند.
این پارک ملی در رده II اتحادیه بین‌المللی حفاظت از طبیعت قرار دارد. پارک از ۶۰ کیلومتری شمال کانال بیگل در امتداد مرز شیلی کشیده شده است. شهر اوسوایا مرکز استان تیرا دل فوئگو در ۱۱ کیلومتری پارک قرار دارد. امکان دسترسی به این پارک ملی با قطار و خودرو وجود دارد. انتهای جنوبی بزرگراه پان آمریکن در این پارک قرار دارد و ایستگاه El Parque، جنوبی‌ترین ایستگاه راه‌آهن دنیا به شمار می‌رود.

## نگارخانه

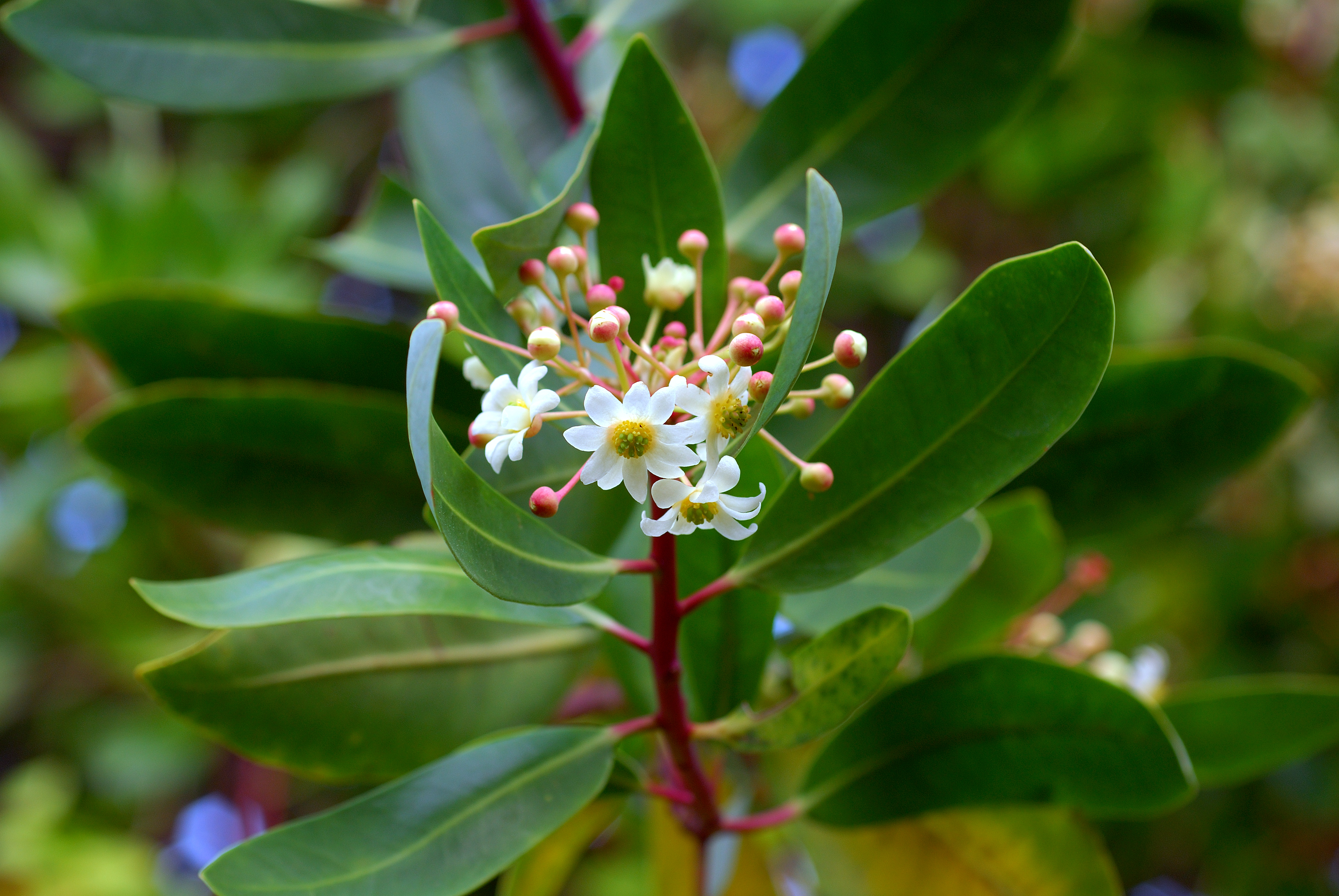
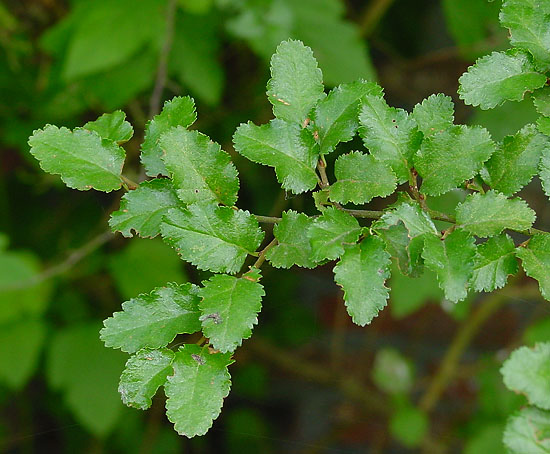
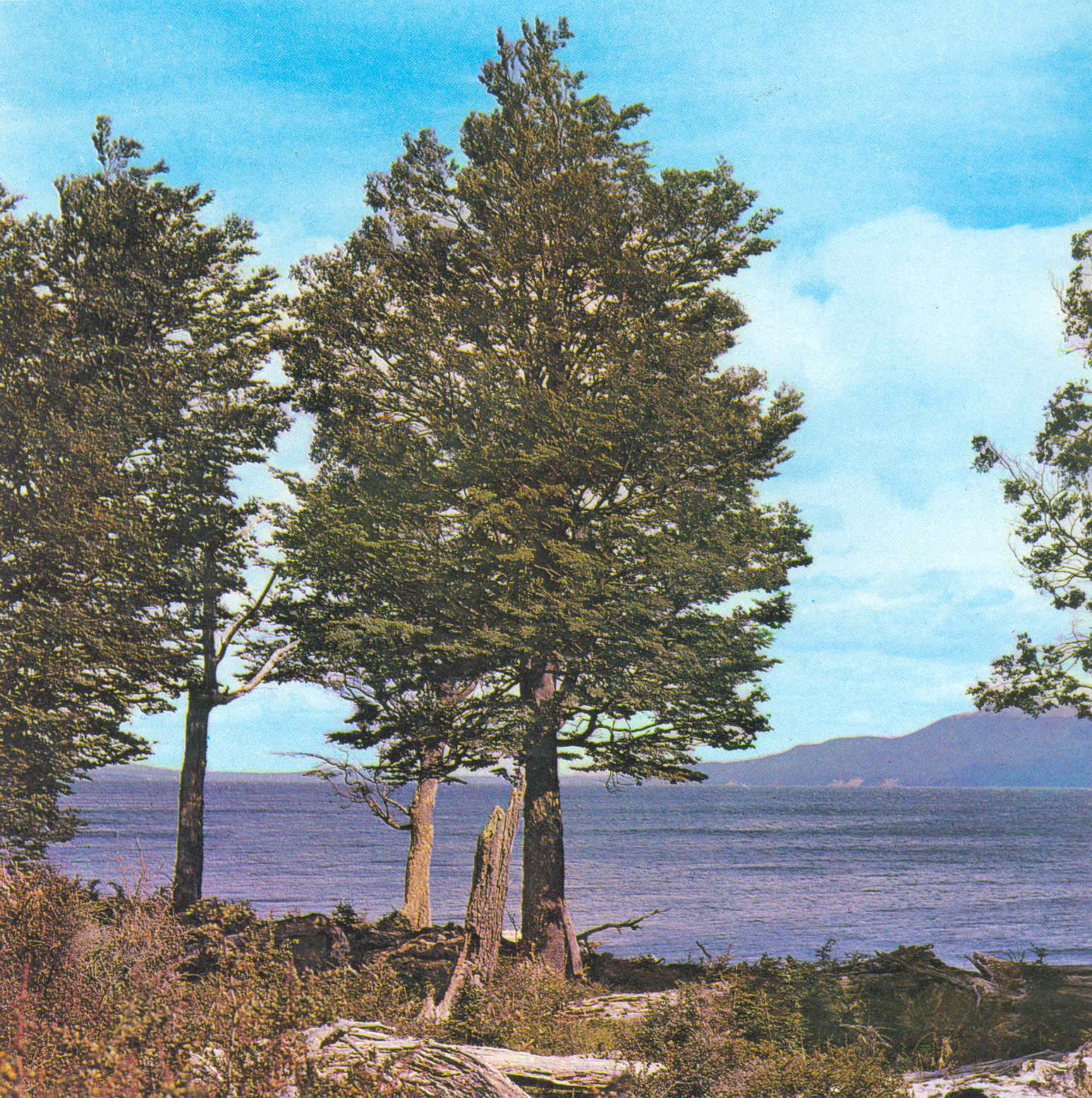
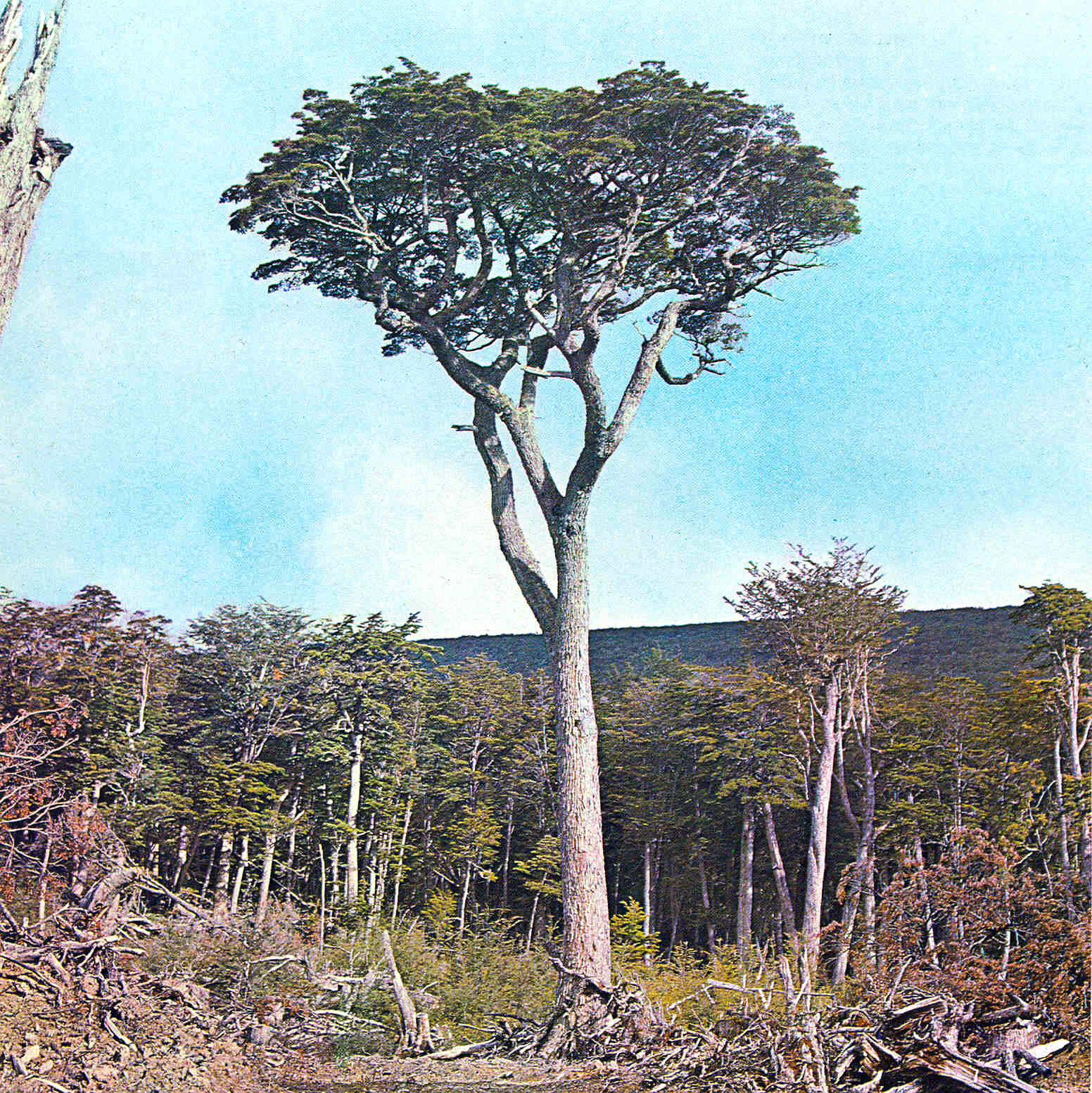
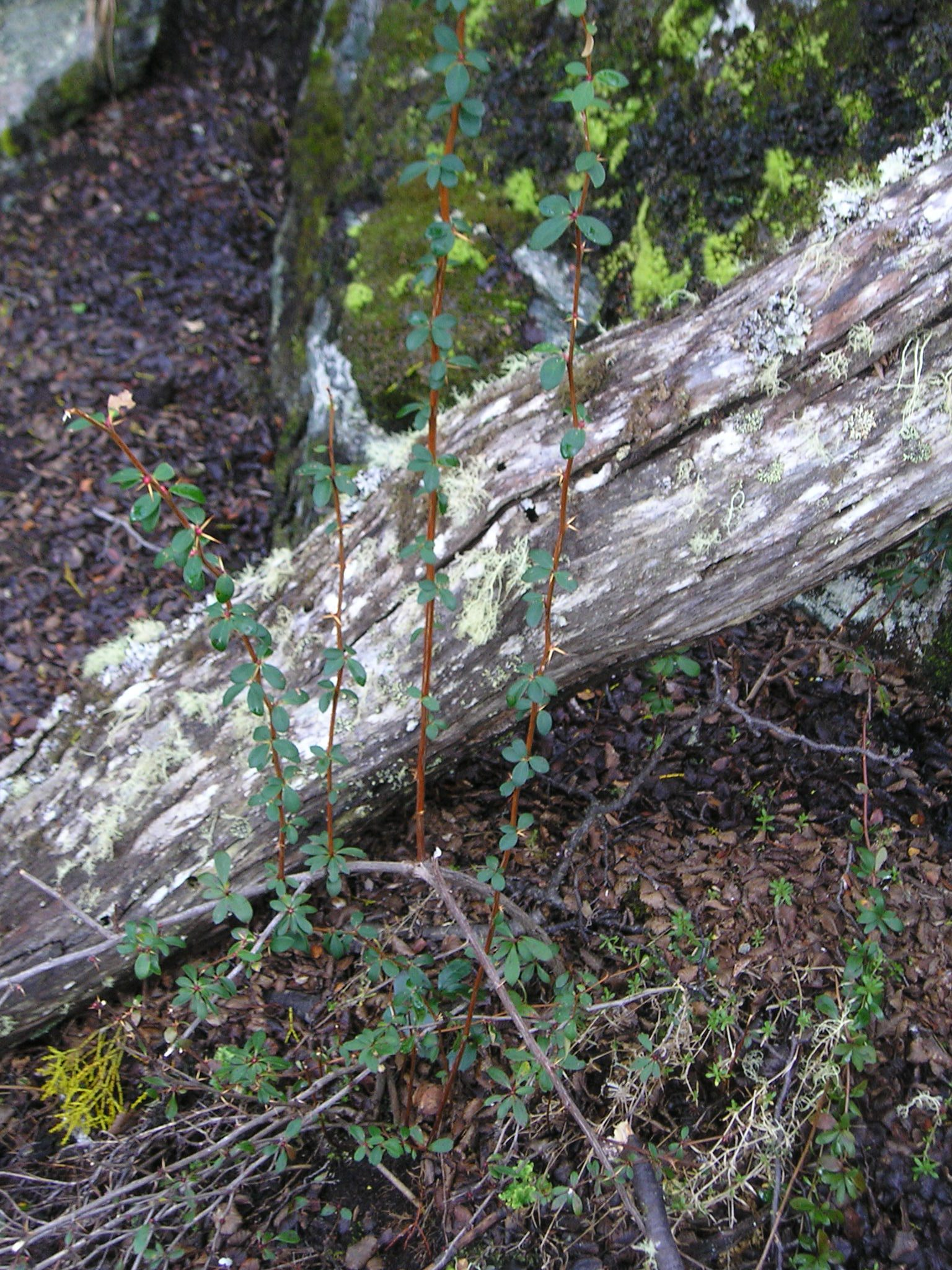